# Pradettes
Pradettes är en kommun i departementet Ariège i regionen Occitanien i södra Frankrike. Kommunen ligger  i kantonen Mirepoix som ligger i arrondissementet Pamiers. År 2022 hade Pradettes 44 invånare.

## Befolkningsutveckling
Antalet invånare i kommunen Pradettes
Referens: INSEE